# باد اشمیدبرگ
شهر باد اشمیدبرگ در ایالت زاکسن-آنهالت در کشور آلمان واقع شده است.

## نگارخانه

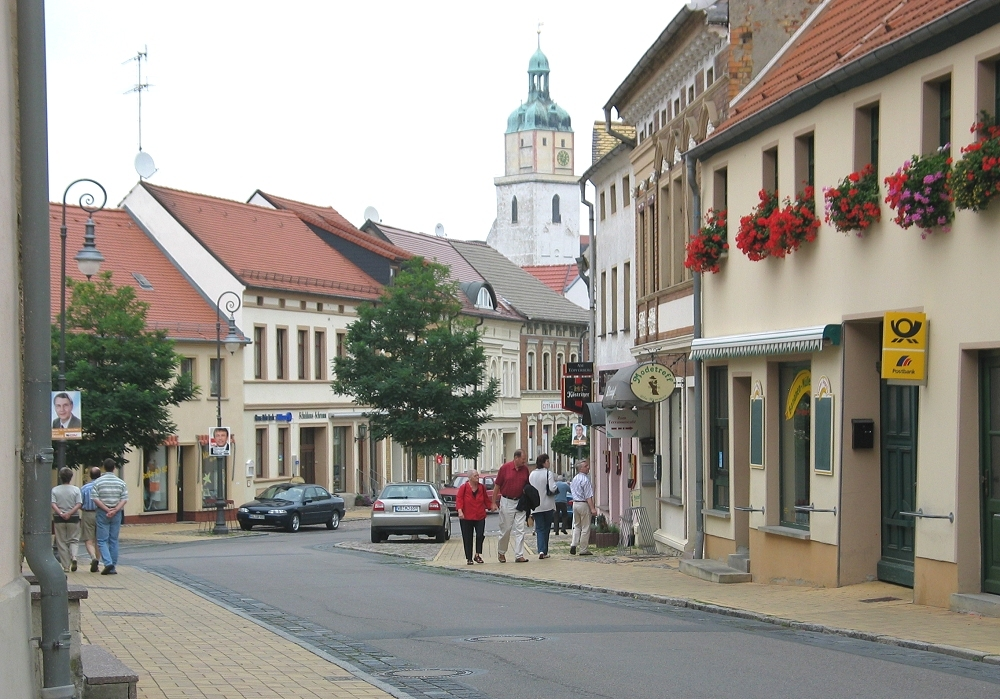
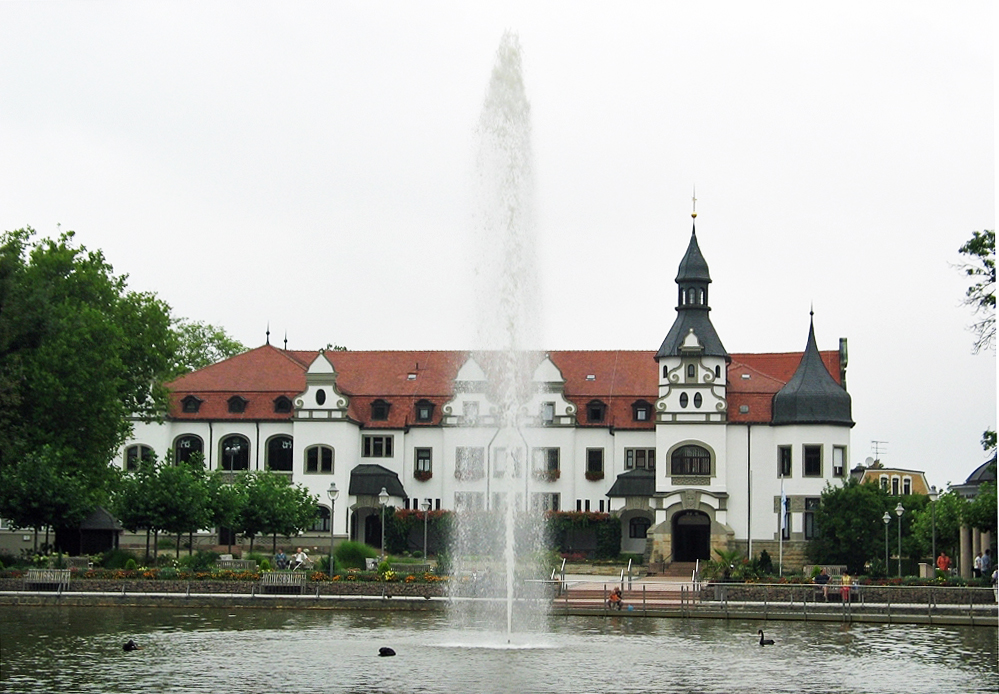
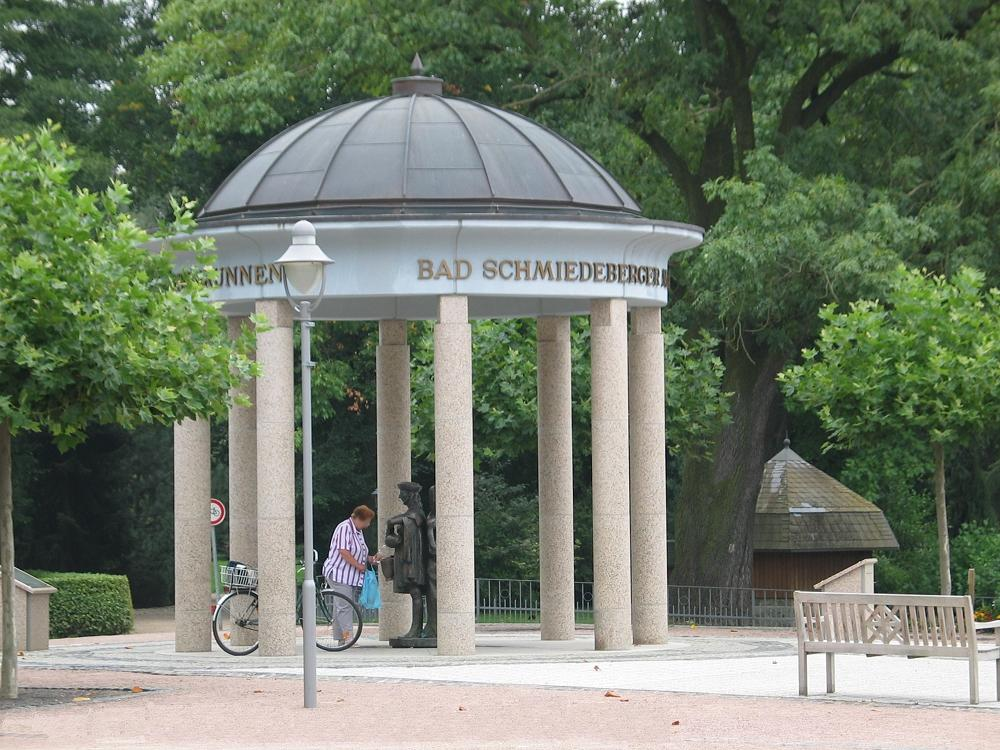
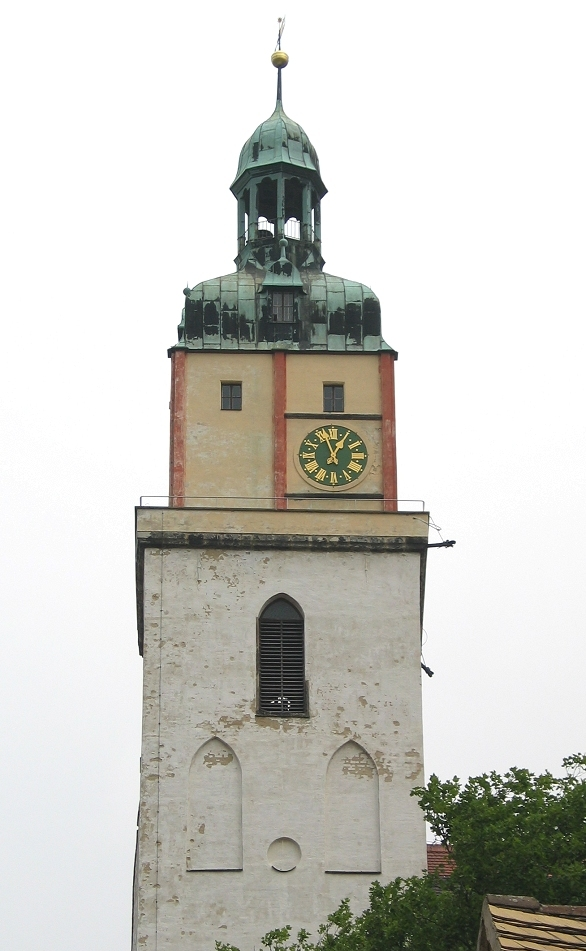
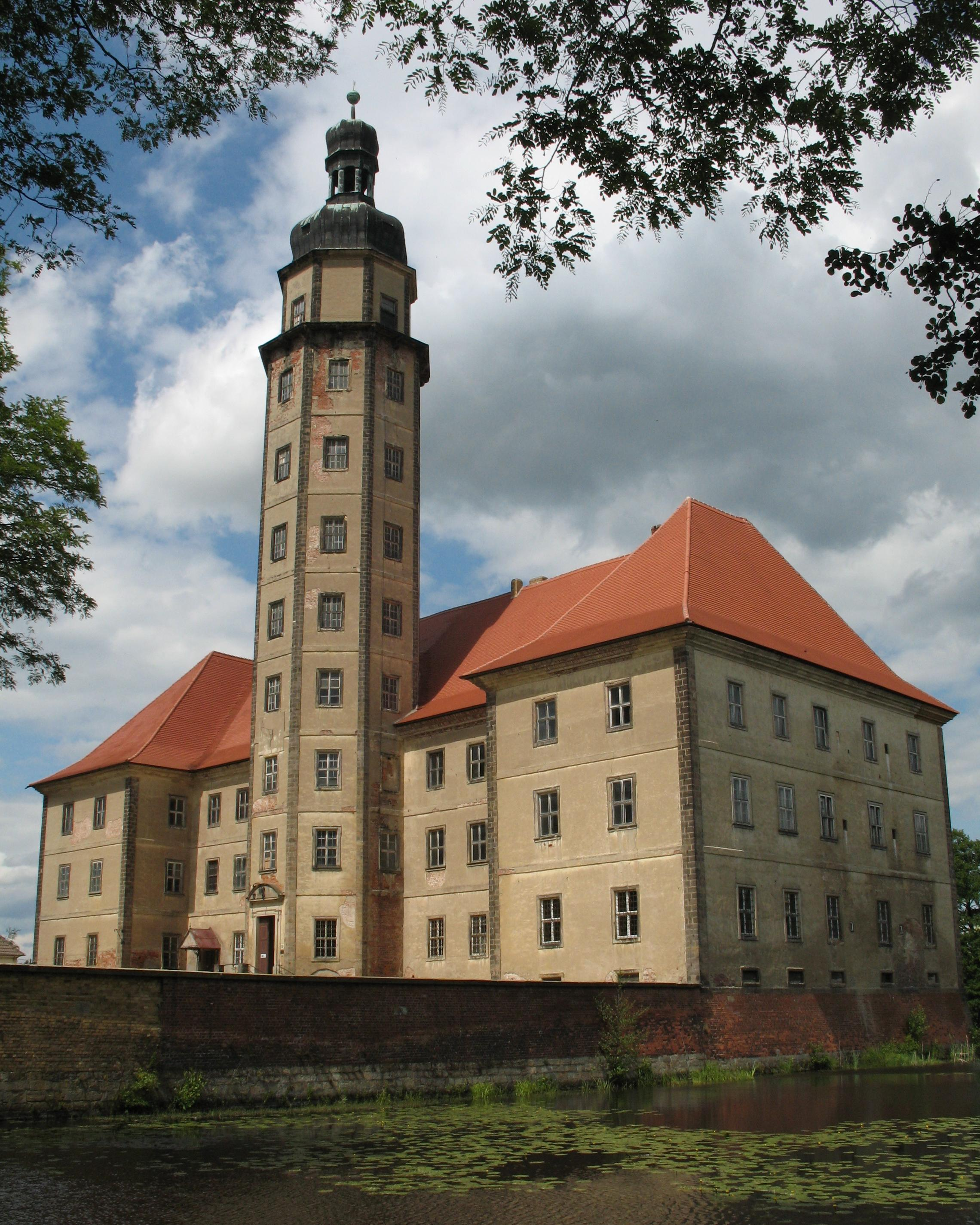